# Silvana Mangano
Silvana Mangano (ur. 21 kwietnia 1930 w Rzymie, zm. 16 grudnia 1989 w Madrycie) – włoska aktorka filmowa.
Była tancerką i modelką. W 1946 wygrała konkurs Miss Rzymu, by rok później wziąć udział w konkursie Miss Włoch (tytuł ten zdobyła inna przyszła gwiazda włoskiego kina - Lucia Bosé).
Debiutowała na ekranie w 1946, ale gwiazdą stała się dzięki filmowi Gorzki ryż (1949) Giuseppe De Santisa. Film wyprodukował Dino De Laurentiis, przyszły mąż Silvany, wówczas początkujący producent, który wkrótce stał się jedną z najbardziej wpływowych postaci w branży filmowej. Kariera Silvany nabrała również dzięki niemu zawrotnego tempa.
Początkowo występowała w dość lekkim repertuarze, w którym eksponowano zwłaszcza jej nieprzeciętną urodę i kobiece kształty. Z czasem zaczęła wyzwalać się ze swojego wizerunku seksbomby i stała się cenioną aktorką dramatyczną. Grała w filmach najwybitniejszych reżyserów włoskiego kina: Vittoria De Siki (Złoto Neapolu, Sąd ostateczny), Piera Paolo Pasoliniego (Król Edyp, Teoremat), Alberta Lattuady (Anna), Maria Monicellego (Wielka wojna), Luchina Viscontiego (Śmierć w Wenecji, Ludwig, Portret rodzinny we wnętrzu).

## Wybrana filmografia
- 1949: Gorzki ryż (Riso amaro)
- 1951: Anna
- 1954: Złoto Neapolu (L'oro di Napoli)
- 1954: Ulysses
- 1958: Tama na Pacyfiku (La diga sul Pacifico)
- 1959: Wielka wojna (La grande guerra)
- 1961: Sąd ostateczny (Il giudizio universale)
- 1962: Barabasz (Barabbas)
- 1967: Czarownice (Le streghe)
- 1967: Król Edyp (Edipo re)
- 1968: Teoremat (Teorema)
- 1971: Śmierć w Wenecji (Morte a Venezia)
- 1971: Dekameron (Il Decameron)
- 1972: Ludwig
- 1974: Portret rodzinny we wnętrzu (Gruppo di famiglia in un interno)
- 1984: Diuna (Dune)
- 1987: Oczy czarne (Oczi cziornyje)